# Studiointerview
Studiointerview (auch Das Interview oder Plastologie) ist ein Zeichentrick-Sketch des deutschen Humoristen Loriot. Aufgeteilt in vier einzelne Abschnitte ist er Teil der ersten Folge der Fernsehserie Loriot, die erstmals im März 1976 ausgestrahlt wurde. Inhalt des Sketches ist ein Fernsehinterview mit einem Wissenschaftler, der durch Atemtechniken in der Lage ist, eigene Körperteile zu vergrößern. Mit der Fernseh- und der Wissenschaftsparodie sowie der Darstellung von gescheiterter Kommunikation greift der Sketch drei Grundmotive des Fernsehwerks von Loriot auf. Daneben enthält er einige sexuelle Anspielungen, ein für Loriot typisches Gestaltungsmittel.
Studiointerview wurde auch in der Neuschnittfassung der Serie Loriot aus dem Jahr 1997 gezeigt. Der Text des Sketches erschien erstmals 1981 und wurde seitdem in mehrere Sammelbände Loriots aufgenommen.

## Handlung
Der Sketch hat eine Gesamtlänge von etwa sechs Minuten. Man sieht zwei Männer auf Stühlen in einem Fernsehstudio sitzen. Beide sind als für Loriot typische Knollennasenmännchen gezeichnet. Der linke ist der Fernsehmoderator Gilling, der rechte ist Professor Häubl, Inhaber des Lehrstuhls für Pneumatische Plastologie. Gilling möchte Häubl interviewen, muss jedoch auf den Beginn der Sendung warten, da, wie er vermutet, irgendetwas mit der Technik nicht stimmt. Gilling versucht die Wartezeit mit Smalltalk zu überbrücken. So spricht er von seinem Sternzeichen (Fische) und dem seiner Frau (Steinbock). Häubl geht darauf jedoch nur sehr bedingt ein, indem er von seinen Langhaardackeln spricht. Da sie immer noch nicht auf Sendung sind, fragt Gilling Häubl, ob er drei (nicht prominente) Personen aus Gillings Umfeld kenne. Häubl verneint dies jedes Mal und reagiert seinerseits mit einer Frage nach dem für Gilling unbekannten Professor Duwe, um Gilling die Unsinnigkeit seiner Fragen zu verdeutlichen.
Als das Interview endlich beginnt, hat Häubl aufgrund der langen Wartezeit zunächst keine Lust mehr, das Interview zu führen. Nach der Bemerkung Gillings, dass jeder andere froh wäre, seinen Quatsch im Fernsehen verbreiten zu dürfen, gibt er dann doch noch Auskunft. So ermögliche die Pneumatische Plastologie durch Atemtechnik plastische Veränderungen am eigenen Körper. Dies demonstriert er auf Nachfrage Gillings auch. Er hält den Atem an, bis sein Kopf rot wird, und vergrößert damit seinen Zeigefinger, der etwa 30 Zentimeter lang und 8 Zentimeter dick wird. Kurz darauf vergrößert er auch seine Ohren auf das Zehnfache. Außerdem leitet er Gilling bei einem Selbstversuch an, bei dem dieser seine Nase auf eine Länge von etwa 20 Zentimetern und eine Dicke von 15 Zentimetern vergrößert. Im Gegensatz zu Häubl, dessen Körperteile nach kräftigem Ausatmen wieder Normalgröße annehmen, gelingt es Gilling jedoch nicht, seine Nase wieder zu verkleinern. Häubl macht dafür Gillings Ungeschick verantwortlich und rät ihm, Ende August in seine Sprechstunde zu kommen.

## Produktion und Veröffentlichung

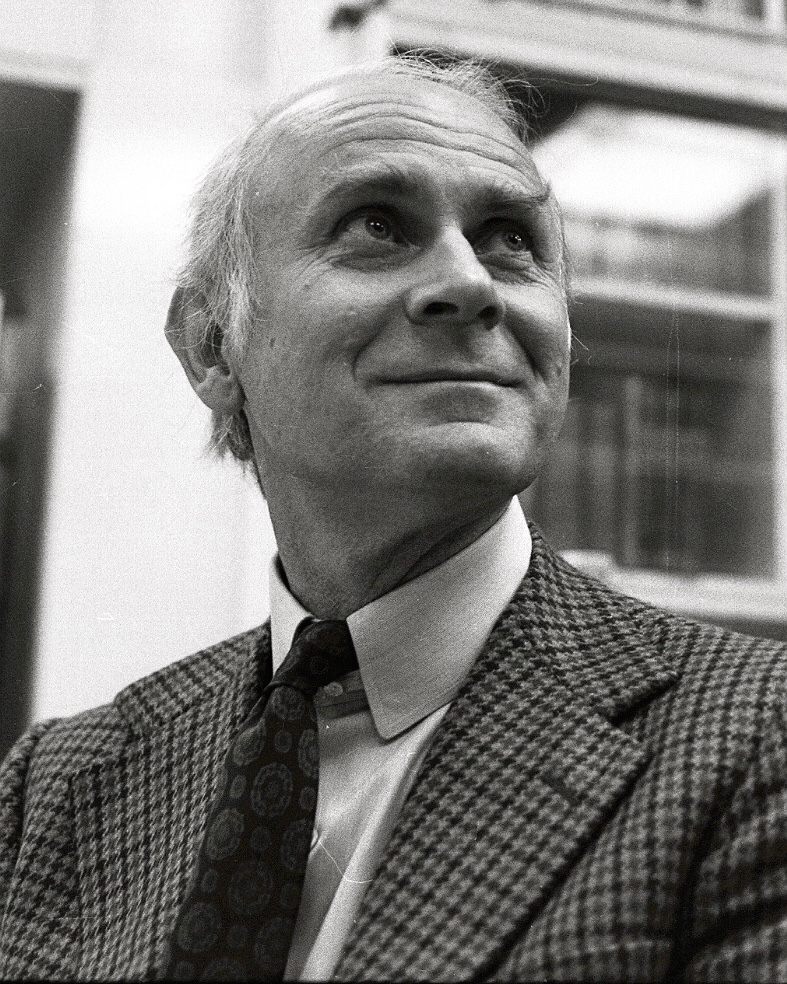
Loriot 1971 während einer Autogrammstunde

Der Trickfilm entstand im Trickfilmstudio Loriots, das er Anfang der 1970er Jahre in Percha am Starnberger See unweit seines Wohnorts Ammerland gegründet hatte und in dem er bis zu fünf Mitarbeiter beschäftigte. Wie bei Loriots Trickfilmen üblich, sind die Mundbewegungen Häubls und Gillings mit ihren gesprochenen Worten synchron. Um dies zu erreichen, war eine hohe Anzahl einzeln gezeichneter Phasen notwendig. Wie bei fast allen seiner Trickfilme übernahm Loriot die beiden Sprechrollen selbst.
Erstmals gezeigt wurde der Trickfilm in der ersten Folge der Serie Loriot, die den Titel Loriots Sauberer Bildschirm trägt und am 8. März 1976 im Deutschen Fernsehen ausgestrahlt wurde. Der Film ist darin in vier Abschnitte unterteilt, die über die gesamte Folge verteilt gezeigt werden. Der erste Teil wird noch vor der Einblendung des Titels gezeigt und ist damit der erste Beitrag der gesamten Serie. Hier geht es zunächst nur um Gillings Vermutung, dass etwas mit der Technik nicht stimme. Der zweite Teil enthält das Gespräch über Sternzeichen und Langhaardackel. Im dritten Abschnitt des Films sieht man den Dialog über die unbekannten Personen. Der vierte und letzte Teil des Trickfilms wird durch eine Ansage vom auf einem grünen Sofa sitzenden Loriot eingeleitet. In ihr erfährt man zum ersten Mal die Namen der beiden dargestellten Personen. Im Gegensatz zum Trickfilm werden hier auch die Vornamen Gillings (Hartmut) und Häubls (Wilhelm) sowie die Universität Tübingen als Sitz des Lehrstuhls für Pneumatische Plastologie genannt.
Loriots Sauberer Bildschirm wurde nach der Ausstrahlung von Manfred Sack in der Zeit positiv rezensiert. Man müsse viel und laut über die spöttischen Späße lachen. Den Trickfilm Studiointerview bewertete er als „ein[en] schöne[n], harmlose[n], nicht ganz bedeutungslose[n] Quatsch.“
1997 ordnete Loriot sein Fernsehwerk neu und verteilte die sechs alten, 45-minütigen Loriot-Folgen auf 14 Folgen mit einer Länge von 25 Minuten. In dieser Neuschnittfassung, die ebenfalls den Titel Loriot trägt, wurden auch Beiträge anderer Loriotsendungen wie Cartoon und Loriots Telecabinet aufgenommen. Nötig geworden war sie, da zu der Zeit deutsche Fernsehsender für Comedy-Formate keine Sendeplätze mehr vorsahen, die eine Länge von mehr als 30 Minuten hatten. Studiointerview ist Teil der sechsten Folge Ungewöhnliches aus dem Konzertsaal, Pech im Studio und eine Wohnzimmerkatastrophe, die am 27. Mai 1997 bei Das Erste Premiere feierte. Darin ist der Sketch in dieselben vier Teile geteilt wie in der ursprünglichen Fassung, allerdings fehlt Loriots Ansage zum letzten Teil. Daneben wurde der Film in der Show zu Loriots 70. Geburtstag vom 12. November 1993 am Stück gezeigt.
In der 1984 erschienenen VHS-Sammlung Loriots Vibliothek, die viele Sketche von Loriot und einige wenige von Cartoon enthält, ist das Studiointerview in einer Fassung ohne Unterbrechung enthalten. Die DVD-Sammlung Die vollständige Fernseh-Edition aus dem Jahr 2007 enthält neben dieser Fassung den Trickfilm auch als Teil von Loriots Sauberer Bildschirm. Während der Zusammenstellung der DVD-Sammlung fiel auf, dass es zwei Versionen des Films gab, die sich nur im Muster von Häubls Krawatte unterschieden. Während er auf dem MAZ-Band von Radio Bremen eine gepunktete Krawatte trug, war sie in einem Film aus dem Archiv Loriots gestreift. Aufgrund der besseren Qualität entschied sich Loriot zusammen mit seinem Freund und Mitarbeiter Stefan Lukschy für die gestreifte Variante.
Der Text von Studiointerview erschien 1981 erstmals in Sammelband Loriots dramatische Werke, der die Texte der meisten Sketche der Serie Loriot sowie einiger weiterer Fernseharbeiten Loriots enthält. Der Sketch ist darin dem Kapitel Kultur und Fernsehen zugeordnet. Der Text wurde seitdem in weiteren Sammelbänden von Loriot veröffentlicht.

## Analyse
In der Person Gillings ist deutliche Kritik am Fernsehen zu erkennen, die Loriot bereits in früheren Sketchen zum Ausdruck brachte. An mehreren Stellen stellt Gilling seine offensichtliche Inkompetenz sowie schlechte Vorbereitung auf das Interview unter Beweis. So muss Häubl ihn auf das rote Licht an der Kamera aufmerksam machen, das den Beginn des Interviews anzeigt. Den Namen von Häubls Lehrstuhl wandelt er zu „plasmatische Pneutologie“ ab. Auch nach einer Korrektur durch Häubl ist er nicht in der Lage, den richtigen Namen auszusprechen, und verwendet stattdessen noch einmal seine Abwandlung. Ein weiterer Wortdreher unterläuft ihm bei der Aussage, Häubl befinde sich in einer „rechtlichen öffentlichen Anstalt“, eine Verdrehung der Wendung öffentlich-rechtlich. Auch Gillings Ausruf „Sa-gen-haft!“ auf Häubls einfache Aussage, die pneumatische Plastologie beruhe auf neuen Erkenntnissen im psychosomatischen Bereich, verdeutlicht aus Sicht des Germanisten Uwe Ehlert, der sich in seiner Dissertation mit der Darstellung von Missverständnissen in Loriots Werk beschäftigte, Gillings nur sehr oberflächlichen Umgang mit dem Thema des Interviews.
Auch das Verhalten Häubls wird negativ bewertet. Seine Behauptung, Gilling könne sein Verfahren ohne Vorkenntnisse selbst anwenden, zeige laut Uwe Ehlert Häubls Selbstüberschätzung als Wissenschaftler. Nachdem Gilling an der Rückwandlung seiner Nase scheitert, geht Häubl schnell dazu über, Gilling Vorwürfe zu machen, womit er jede Verantwortung für den Unfall von sich weisen und sich als Wissenschaftler unangreifbar machen wolle. Häubls Reaktion auf Gillings Frage nach der Nützlichkeit seiner Entwicklung erinnert den Germanisten Stefan Neumann, der über Loriots Leben und Werk promovierte, an klischeehafte Antworten von realen Wissenschaftlern auf solche Fragen. So arbeite laut Häubl der Wissenschaftler uneigennützig im Dienste der Menschheit und die Wissenschaft sei keine Frage der Nützlichkeit, sondern des Fortschritts. Die Uneigennützigkeit Häubls wird jedoch am Ende von ihm selbst in Frage gestellt, als er Gilling in seine Sprechstunde zitiert. Zudem weist Uwe Ehlert auf einen logischen Fehler in Häubls Argumentation hin, denn eine Forschung „im Dienste der Menschheit“ setze auch eine Nützlichkeit der Ergebnisse voraus.
Neben dem Parodieren des Fernsehens und der Wissenschaft spielt fehlerhafte Kommunikation im Studiointerview eine so zentrale Rolle, dass der Germanist Felix Christian Reuter den Trickfilm in seiner Dissertation über Loriots Fernsehsketche als „eine wahre Fundgrube an Kommunikationsstörungen“ bezeichnet. Die erste solche Störung tritt am Beginn des Sketches auf. Auf Gillings Frage, ob da mit der Technik etwas nicht in Ordnung sei, antwortet Häubl, dass er ihn das nicht fragen dürfe. Diese Antwort versteht Gilling akustisch nicht und fragt: „Wie meinen Sie?“ Häubl wiederholt daraufhin seine Aussage, die Gilling jetzt aber auf seine zweite Frage bezieht. Den beiden gelingt es in der Folge nicht, das Missverständnis aufzuklären. Nach einem kurzen Hin-und-Her kehren sie zum Ausgangsproblem zurück, indem Gilling Häubls Aussage, er dürfe ihn nicht nach Technikproblemen fragen, wiederum akustisch nicht versteht. Hier wird der Sketch in der Fernsehversion zum ersten Mal unterbrochen, wodurch die Störung aufgelöst wird und die beiden ihr Gespräch im nächsten Teil ungestört fortsetzen können.
Als gestörte Kommunikation ist auch Gillings Versuch der Überbrückung der Wartezeit einzuschätzen. Zwar gibt es in dem Gespräch der beiden einige Ähnlichkeiten von Wendungen, die ein vermeintliches Eingehen auf den anderen suggerieren („Steinbock und Fisch geht ganz gut. / Früher hatte ich zwei Langhaardackel, das ging überhaupt nicht.“). Eigentlich führen beide aber einen Monolog und sind an den Aussagen des anderen nicht interessiert. Dieses Verhalten, bei dem der Gesprächspartner nur als Stichwortgeber dient, ist laut Uwe Ehlert häufig in Alltagskommunikation anzutreffen. In Gillings Fragen zu verschiedenen Personen aus seinem Bekanntenkreis sieht Felix Christian Reuter eine Parodie auf den rhetorischen Trick des Namedroppings, bei dem der Sprecher durch die Nennung prominenter Namen versucht, sich selbst aufzuwerten.
Im Studiointerview findet sich außerdem eine Reihe von sexuellen Anspielungen, die typisch für das Werk Loriots sind. So erinnert der vergrößerte Finger von Professor Häubl stark an einen überdimensionierten Phallus. Bei Gillings anschließender Frage, ob er das mit jedem Körperteil könne, klingt der klischeehafte Wunsch vieler Männer nach einem größeren Penis an. Als Häubl einen weiteren Körperteil vergrößern will, versucht Gilling dies zu verhindern, wohl aus Angst vor Obszönitäten im Fernsehen. Auch Häubls Tipp an Gilling, an etwas Kaltes zu denken, um damit seine Nase zu verkleinern, kann sexuell verstanden werden und stammt laut dem Literaturwissenschaftler Wieland Schwanebeck „aus der Blütezeit des vorsintflutlichen Keuschheitsdiskurses“.

## Einordnung ins Gesamtwerk
Am Anfang seiner Karriere, die 1950 begann, arbeitete Loriot als humoristischer Zeichner für verschiedene Zeitschriften. Ab 1967 verlagerte sich sein Haupttätigkeitsfeld aufs Fernsehen. Er moderierte die Sendereihe Cartoon, laut Untertitel „[e]in Streifzug quer durch den gezeichneten Humor“. Die Reihe war am Anfang in erster Linie als dokumentarische Sendung konzipiert, die humoristische Zeichnungen und Zeichner aus Deutschland und dem Ausland vorstellen sollte. Von Beginn an trug Loriot aber auch eigene Werke bei. Diese bestanden zunächst vor allem aus kurzen Trickfilmen, die als Bindeglied zwischen Loriots zeichnerischem Werk und seinen späteren realfilmischen Beiträgen angesehen werden können. So wurden im Laufe seiner Fernsehkarriere die Trickfilme immer mehr von Realfilm-Sketchen verdrängt und beschränkten sich später vor allem auf die Darstellung von Tieren oder abstrakter bzw. absurder Situationen wie beim Studiointerview.
Im Vergleich zu seinen für Cartoon produzierten Trickfilmen ist Studiointerview mit einer Länge von sechs Minuten deutlich umfangreicher. Die Unterteilung des Films in der Fernsehfolge war eine Neuerung, durch die es Loriot aus Sicht von Stefan Neumann gelang, Längen zu vermeiden und nebenbei das für den Sketch wichtige Vergehen von Zeit deutlich zu machen. Dieses Stilmittel setzte Loriot im Laufe von Loriot noch mehrfach ein, etwa bei den Herren im Bad und dem sprechenden Hund.
Mit der Darstellung einer Fernsehsendung greift Studiointerview das zu dieser Zeit wichtigste Grundmotiv in Loriots Fernsehschaffen auf. Fiktive Fernsehinterviews wurden bereits in der Sendereihe Cartoon häufig gezeigt, zunächst als Trickfilm, wie in Der Familienbenutzer, später auch als Realfilm, wie bei Der Astronaut. In der Einzelsendung Loriots Telecabinet, die 1974, also zwei Jahre nach Ende von Cartoon, ausgestrahlt wurde, bildete die Parodie einer Fernsehtalkshow den Rahmen der Sendung. Auch die erste Folge von Loriot stand noch ganz im Zeichen dieser Thematik. Neben dem Studiointerview beschäftigen sich auch die meisten anderen Beiträge, darunter der bekannte Sketch Der Lottogewinner,  mit dem Fernsehen. In den weiteren Folgen von Loriot verlor die Fernsehparodie an Bedeutung. Stattdessen traten Themen rund um Mann und Frau sowie die Familie in den Vordergrund, die vor allem die dritte und die sechste Folge prägen. Diese Themen sind auch Hauptmotive von Loriots Spielfilmen Ödipussi und Pappa ante portas.
Auch die Spezialform des Wissenschaftler-Interviews war bereits mehrfach in Cartoon zu sehen. Wie Häubls Fähigkeit, seine Körperteile nur durch Atemtechniken zu vergrößern, waren auch diese Sketche von der Darstellung des Unmöglichen geprägt. So berichtet im Trickfilm Kaninchen ein Professor Mutzenberger davon, wie er Frauen in Kaninchen umgewandelt hat, und im Realfilm-Sketch Professor E. Damholzer stellt der titelgebende Wissenschaftler eine Methode zur Verkleinerung von Menschen auf Größen unter einem Millimeter vor. Bei Loriot wurde das Motiv in der vierten Folge im Trickfilm Der sprechende Hund noch einmal aufgegriffen, in dem der Leiter einer Tierpädagogischen Hochschule behauptet, seinem Hund das Sprechen beigebracht zu haben. Aus Sicht von Felix Christian Reuter brachte Loriot mit diesen Darstellungen seine Kritik an der Fortschrittsgläubigkeit und seine Zweifel der Machbarkeit aller Dinge im Bereich von Naturwissenschaften und Technik zum Ausdruck. Auch Stefan Neumann sieht bei dieser Art von Sketchen einen Zusammenhang zur blinden Wissenschaftsgläubigkeit, die zur Zeit ihrer Erstausstrahlung vorherrschte und sich bis heute gehalten habe. Ein weiteres Kennzeichen von Loriots Wissenschaftsparodien sind erfundene Fachtermini, die die übliche Wissenschaftssprache karikieren. Die „pneumatische Plastologie“ ist dafür ein Beispiel. Sie ist aus dem realen Adjektiv „pneumatisch“ (von altgriechisch πνευματικός pneumatikós, deutsch ‚den Wind oder Atem betreffend‘) und dem erfundenen Wort „Plastologie“ zusammengesetzt. Letzteres verbindet wiederum das Morphem „plasto“, das an das griechische Adjektiv πλαστός (plastos) („gebildet“, „geformt“, aber auch „erdichtet“, „erlogen“) angelehnt ist, mit der in der Wissenschaft üblichen Wortendung -logie, die vom Wort λόγος (logos) abstammt.
Wie im Studiointerview spielt auch in Loriots sonstigen Interview-Situationen fehlerhafte oder gescheiterte Kommunikation eine wichtige Rolle. Dieses Thema ist ein zentrales Motiv in Loriots Arbeiten und prägt nicht nur seine Darstellungen von öffentlichen Fernsehauftritten, sondern auch die von privaten Diskussionen, vor allem zwischen Mann und Frau. 1988 bekannte Loriot in einem Interview mit Hellmuth Karasek im Spiegel: „[…] Kommunikationsgestörte interessieren mich am meisten. Alles, was ich als komisch empfinde, entsteht aus der zerbröselten Kommunikation, aus dem Aneinander-Vorbeireden, aus den Problemen, sich zu äußern, aber auch daraus, das Gesagte zu verstehen.“ Später betonte er, gerade Interview-Situationen seien für die Darstellung gestörter Kommunikation besonders geeignet. Den „beinahe unerschöpflichen Fundus“ an Beispielen von problematischer Kommunikation nutzte Uwe Ehlert in seiner Dissertation über die „Darstellung von Mißverständnissen im Werk Loriots.“

## Bildtonträger
- Loriots Vibliothek. Band 4: Die Steinlaus und andere Katastrophen in Film und Fernsehen. Warner Home Video, Hamburg 1984, VHS Nr. 4 (am Stück).
- Loriot – Sein großes Sketch-Archiv. Warner Home Video, Hamburg 2001, DVD Nr. 2 (als Teil von Loriot 6).
- Loriot – Die vollständige Fernseh-Edition. Warner Home Video, Hamburg 2007, DVD Nr. 3 (als Teil von Loriots Sauberer Bildschirm).
- Loriot – Die vollständige Fernseh-Edition. Warner Home Video, Hamburg 2007, DVD Nr. 4 (am Stück).
- Loriots große Trickfilmrevue. Salzgeber, Berlin 2023, DVD/Blu-ray.

## Textveröffentlichungen (Auswahl)
- Loriots dramatische Werke. Diogenes, Zürich 1981, ISBN 3-257-01004-4, S. 294–297.
- Das Frühstücksei. Diogenes, Zürich 2003, ISBN 3-257-02081-3, S. 273–279.
- Gesammelte Prosa. Diogenes, Zürich 2006, ISBN 978-3-257-06481-0, S. 348–355.